# Drepanosticta fontinalis
Drepanosticta fontinalis är en trollsländeart som beskrevs av Maurits Anne Lieftinck 1937. Drepanosticta fontinalis ingår i släktet Drepanosticta och familjen Platystictidae. IUCN kategoriserar arten globalt som nära hotad. Inga underarter finns listade i Catalogue of Life.